# 136E busz (Budapest)

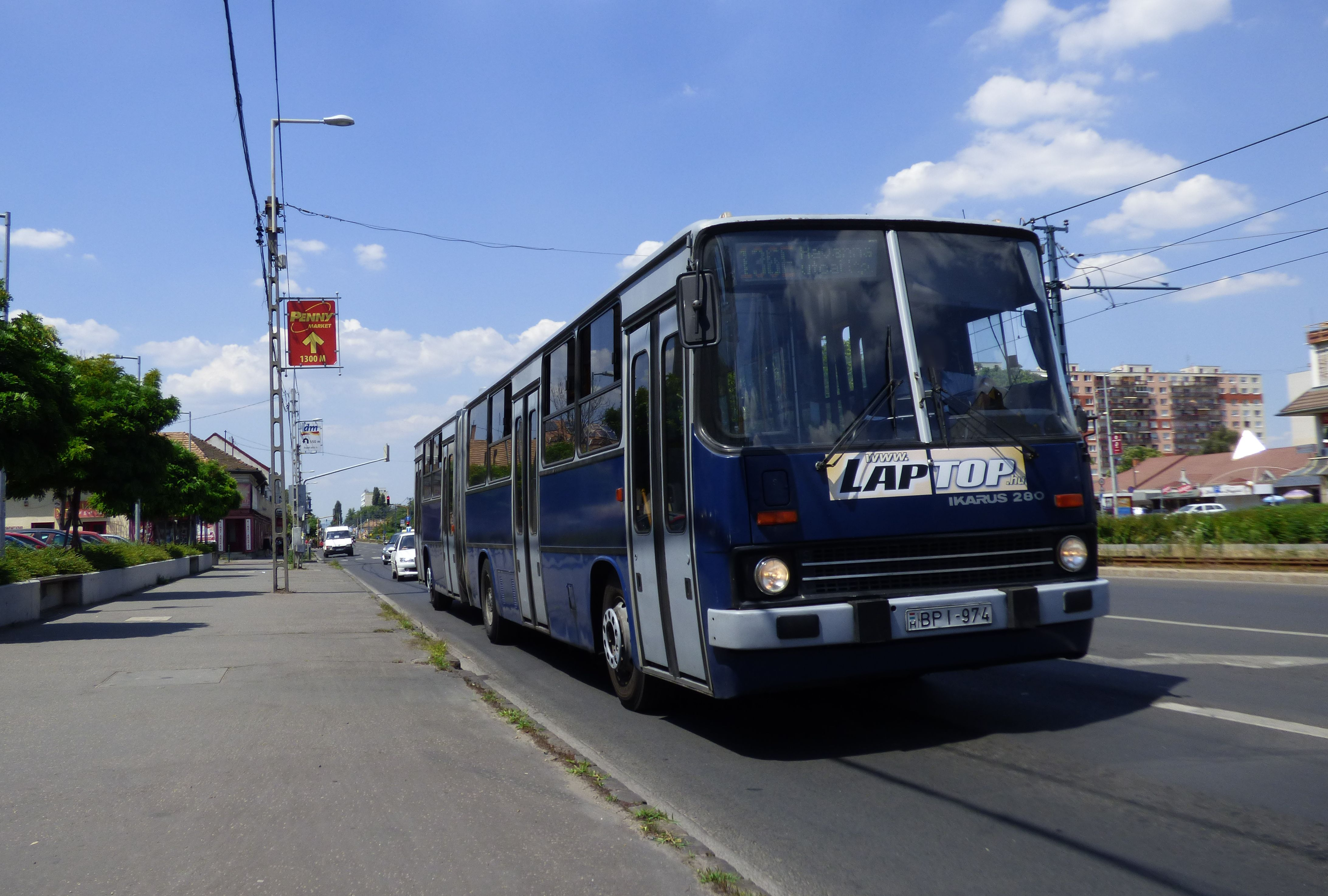
Ikarus 280-as busz pótol a vonalon

A budapesti 136E jelzésű autóbusz Kőbánya-Kispest és a Havanna utcai lakótelep között közlekedett, körforgalomban, zónázó gyorsjáratként. A viszonylatot a Budapesti Közlekedési Zrt. üzemeltette, a járműveket a a Dél-pesti autóbuszgarázs állította ki.

## Története
2008. szeptember 6-ától, a 2008-as paraméterkönyv bevezetésekor a 136-os busz jelzése 136E-re változott, valamint az Üllői úton az Árpád utcánál is megáll a járat.
2008. december 28-ától a KöKi Terminál bevásárlóközpont építési munkálatai miatt megszűnt a Kőbánya-Kispestnél lévő autóbusz-végállomás, helyette a buszok a korábbi P+R parkoló helyén kialakított ideiglenes végállomásra érkeztek. 2011. június 21. és október 3. között, az M3-as metró Kőbánya-Kispest állomásának átépítése miatt a metróra való közvetlen átszállás érdekében, a Határ úti metróállomáshoz terelve közlekedett. Ebben az időszakban nem érintette a Kőbánya-Kispest megállóhelyet, helyette azonban megállt a kispesti Kossuth téren. Az új autóbusz-végállomás elkészültével, október 4-étől ismét csak Kőbánya-Kispestig közlekedik.
A 2009-es paraméterkönyv bevezetésével augusztus 22-étől hétvégenként Ikarus 260-as és Ikarus 412-es szóló autóbuszok jártak a vonalon.
2021. november 13-ától hétvégente és ünnepnapokon az autóbuszokra kizárólag az első ajtón lehet felszállni, ahol a járművezető ellenőrzi az utazási jogosultságot.
2022. július 2-ától alapjáratként, 136-os jelzéssel közlekedik.

## Útvonala
| Kőbánya-Kispest M → Havanna utcai lakótelep → Kőbánya-Kispest M | Kőbánya-Kispest M → Havanna utcai lakótelep → Kőbánya-Kispest M |
| --- | --------------------------------------------------------------- |
| Kőbánya-Kispest M vá. – Déli bejáró út – Vak Bottyán utca – Szabó Ervin utca – Üllői út – Margó Tivadar utca – Kinizsi Pál utca – Barta Lajos utca – Csapó utca – Darányi Ignác utca – Üllői út – Simonyi Zsigmond utca – Vak Bottyán utca – Keleti bejáró út – Kőbánya-Kispest M vá. |                                                                 |

## Megállóhelyei
| 0  | Kőbánya-Kispest M végállomás | |
| 5  | Árpád utca                   | 93, 93A 50 |
| 11 | Margó Tivadar utca           | 236, 236A 50 |
| 12 | Havanna utca                 | |
| 14 | Baross utca                  | 36, 93, 93A, 236, 236A |
| 16 | Fiatalság utca               | 36, 194M, 236, 236A |
| 16 | Barta Lajos utca             | 36, 93, 93A, 194M, 236, 236A |
| 17 | Kondor Béla sétány           | 194M, 236, 236A |
| 18 | Vörösmarty Mihály utca       | 194M, 236, 236A |
| 20 | Dembinszky utca              | 236, 236A |
| 22 | Margó Tivadar utca           | 236, 236A 50 |
| 26 | Árpád utca                   | 93, 93A 50 |
| 32 | Kőbánya-Kispest M végállomás | M3 68, 85, 85E, 93, 93A, 98, 98E, 148, 151, 182, 182A, 184, 193E, 200E, 202E, 282E, 284E 575, 576, 577, 578, 580, 581 S20 , S21 , S36 , G43 , S50 , G50 , Z50 , IC, sebesvonat, gyorsvonat, expresszvonat P+R (KöKi Terminál) P+R (Kőbánya-Kispest) |